# Live Alive
Albums de Stevie Ray Vaughan
Soul to Soul
(1985) In Step
(1989)
Live Alive est le premier album live de Stevie Ray Vaughan et de son groupe Double Trouble. Il s'agit d'une compilation provenant de plusieurs performances live, enregistrées le 16 juillet 1985 au Montreux Jazz Festival, les 17 et 18 juillet 1986 au Austin Opera House et le 19 juillet 1986 à Dallas Starfest.

## Pistes
Toutes les chansons sont écrites et composées par Stevie Ray Vaughan, sauf mention contraire.
| No  | Titre                                                         | Auteur                            | Durée |
| --- | ------------------------------------------------------------- | --------------------------------- | ----- |
| 1.  | Say What!                                                     |                                   | 4:51  |
| 2.  | Ain't Gone 'n' Give Up on Love                                |                                   | 6:24  |
| 3.  | Pride and Joy                                                 |                                   | 5:04  |
| 4.  | Mary Had a Little Lamb                                        | Buddy Guy                         | 4:15  |
| 5.  | Superstition                                                  | Stevie Wonder                     | 4:43  |
| 6.  | I'm Leaving You (Commit a Crime)                              | Howlin' Wolf                      | 5:35  |
| 7.  | Cold Shot                                                     | W. C. Clark, Michael Kindred      | 5:40  |
| 8.  | Willie the Wimp                                               | Bill Carter, Ruth Ellsworth       | 4:38  |
| 9.  | Look at Little Sister                                         | Hank Ballard                      | 4:13  |
| 10. | Texas Flood                                                   | Joseph Wade Scott, Larry C. Davis | 6:30  |
| 11. | Voodoo Child (Slight Return)                                  | Jimi Hendrix                      | 9:37  |
| 12. | Love Struck Baby                                              |                                   | 3:46  |
| 13. | Change It                                                     | Doyle Bramhall                    | 5:04  |
| 14. | Life Without You (Seulement sur la version vinyle de l'album) |                                   | 9:30  |

## Musiciens
- Stevie Ray Vaughan - Guitare et Chant
- Tommy Shannon - Basse
- Chris Layton - Batterie
- Reese Wynans - Claviers
- Jimmie Vaughan - Guitare on "Life without you"